# Andrea Ablasser

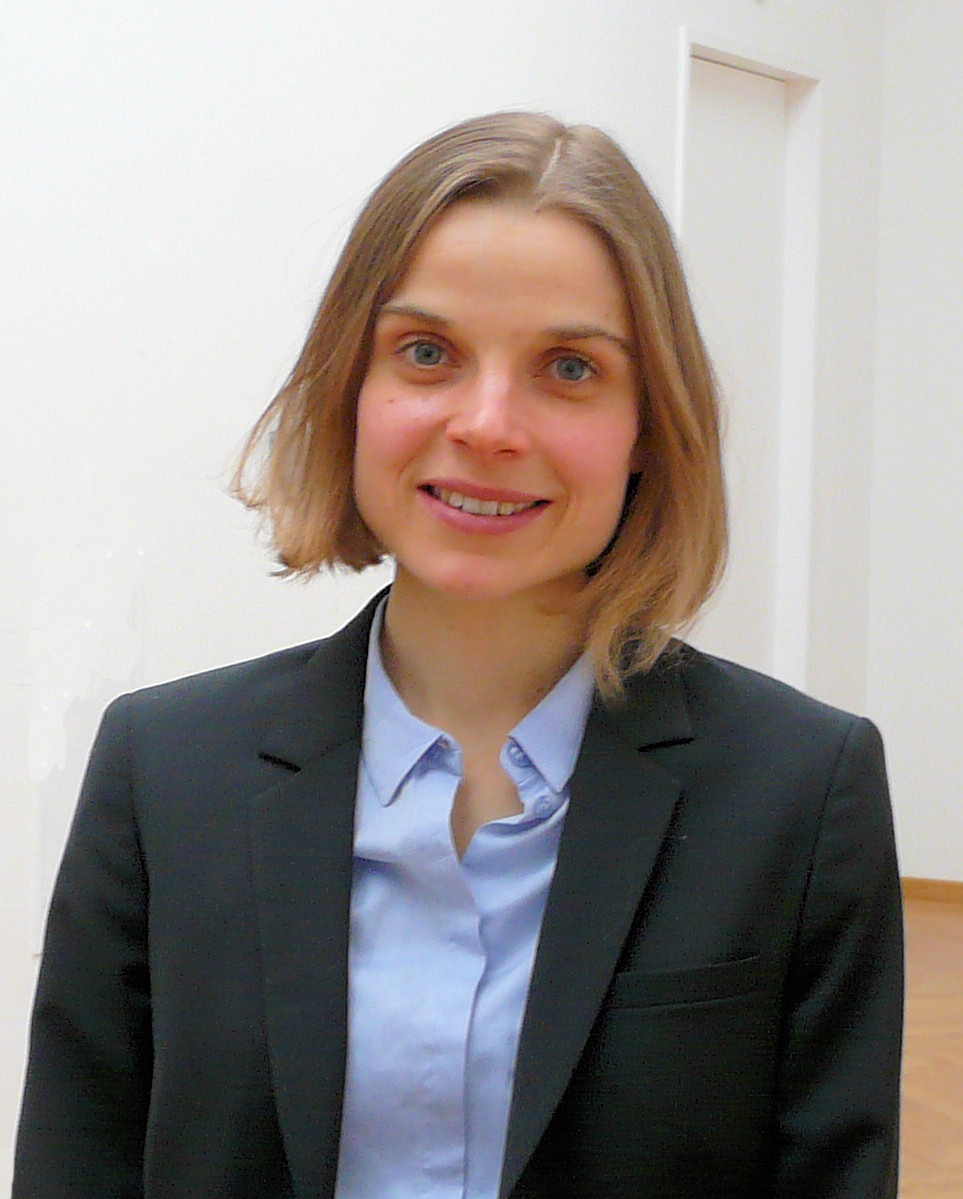
Andrea Ablasser (2014)

Andrea Ablasser (* 13. Juli 1983 in Bad Friedrichshall) ist eine deutsche Medizinerin und Lebenswissenschaftlerin.

## Werdegang
Ablasser studierte Humanmedizin an der Ludwig-Maximilians-Universität München mit dem Staatsexamens-Abschluss 2008 und der Promotion 2010. Im Studium war sie auch einige Monate an der University of Massachusetts Medical School in Worcester. Den Arzt im Praktikum absolvierte sie an der LMU München und teilweise an der Harvard Medical School und der Universität Oxford. In ihrer Dissertation im Labor von Stefan Endres (ihrem Doktorvater) und Gunther Hartmann an der LMU München befasste sie sich mit Immuntherapie gegen Krebs. Danach wandte sie sich der immunologischen Forschung zu. 2008 bis 2014 hatte sie eine Postdoc-Stelle teils ärztlich, teils als Junior-Forschungsgruppenleiterin am Institut für Klinische Chemie und Klinische Pharmakologie im Labor von Veit Hornung an der Universität Bonn. 2014 wurde sie Assistenzprofessorin für Lebenswissenschaften an der École polytechnique fédérale de Lausanne, 2019 wurde sie dort außerordentliche, 2021 dann ordentliche Professorin für Lebenswissenschaften.

## Forschung
Das angeborene Immunsystem besitzt Muster-Erkennungs-Rezeptoren (PRR) für körperfremde potentiell pathogene Elemente (PAMP) oder die durch diese ausgelöste Stressantwort des Körpers (DAMP). Ablasser befasste sich insbesondere mit der Identifizierung der PRR für virales und bakterielles Erbmaterial, speziell verschiedenen Sensoren für virale DNA.
Sie identifizierte dabei auch einen neuartigen Botenstoff (cGAMP(2′-5′)), der nach dem Erkennen von Viren bzw. Bakterien (über einen Rezeptor für deren DNA – cGAMP Synthase oder kurz cGAS – der den Botenstoff synthetisiert) Nachbarzellen in „Alarmbereitschaft“ versetzt. Der Botenstoff breitet sich über Gap Junctions zu Nachbarzellen aus und aktiviert im Endoplasmatischen Retikulum die STING-Rezeptoren, die wiederum die Immunantwort (wie Sekretion von Typ-1-Interferon) auslösen.
In den Makrophagen in der Lunge dienen cGAS und Inflammasome dazu, fremde DNA wie die von Bakterien aufzuspüren. Das löst eine Immunantwort über Interleukine aus, die aber wiederum durch Interferon 1 gedämpft wird. Ablassers Labor wies nach, dass das Tuberkelbakterium aktiv DNA sezerniert und dadurch eine Dämpfung der Immunantwort über Interferon 1 erreicht.
2015 veröffentlichte sie Untersuchungen darüber, wie Tuberkulose-Bakterien das Immunsystem täuschen.

## Ehrungen und Mitgliedschaften
2013 erhielt sie den Jürgen-Wehland-Preis und 2014 den Nachwuchspreis des Paul-Ehrlich-und-Ludwig-Darmstaedter-Preises für die Erforschung der Erkennung von Bakterien und Viren in der angeborenen Immunabwehr.
2014 erhielt sie einen Starting Grant des Schweizer Forschungsverbands SNSF (vergleichbar einem ERC Starting Grant). Für 2018 wurden ihr der Nationale Latsis-Preis (Schweiz) für ihre Forschung zum angeborenen Immunsystem und der Prix Zonta verliehen. 2019 wurde Ablasser in die European Molecular Biology Organization gewählt. 2020 wurde Ablasser mit dem William B. Coley Award ausgezeichnet, 2021 mit dem Deutschen Krebspreis, der EMBO Gold Medal und dem Dr. Josef Steiner Krebsforschungspreis.
Im Jahr 2022 wurde Andrea Ablasser als Mitglied der Sektion Mikrobiologie und Immunologie in die Nationale Akademie der Wissenschaften Leopoldina aufgenommen. Für 2023 wurde ihr der Paul-Martini-Preis zugesprochen, für 2024 der Cloëtta-Preis und für 2025 der Hauptpreis des Paul-Ehrlich-und-Ludwig-Darmstaedter-Preises.

## Schriften (Auswahl)
- mit M. Charrel-Dennis, F. Bauernfeind, G. Horvath, V. Hornung, D. R. Caffrey, E. Latz und K. A. Fitzgerald: AIM2 recognizes cytosolic dsDNA and forms a caspase-1-activating inflammasome with ASC. In: Nature. Band 458, 2009, S. 514–518.
- mit F. Bauernfeind, G. Hartmann, V. Hornung, E. Latz und K. A. Fitzgerald: RIG-I-dependent sensing of poly(dA:dT) through the induction of an RNA polymerase III-transcribed RNA intermediate. In: Nature Immunology. Band 10, 2009, S. 1065–1072.
- Filiz Civril, Tobias Deimling, Carina C. de Oliveira Mann, Andrea Ablasser, Manuela Moldt, Gregor Witte, Veit Hornung, Karl-Peter Hopfner: Structural mechanism of cytosolic DNA sensing by cGAS. In: Nature. Band 498, 2013, S. 332–337. (Abstract)
- Andrea Ablasser, Marion Goldeck, Taner Cavlar, Tobias Deimling, Gregor Witte, Ingo Röhl, Karl-Peter Hopfner, Janos Ludwig, Veit Hornung: cGAS produces a 2′-5′-linked cyclic dinucleotide second messenger that activates STING. In: Nature. 498, 2013, S. 380–384. (Abstract)
- Andrea Ablasser, Jonathan Schmid-Burgk, Inga Hemmerling, Gabor L. Horvath, Tobias Schmidt, Eicke Latz, Veit Hornung: Cell intrinsic immunity spreads to bystander cells via the intercellular transfer of cGAMP. In: Nature. Band 503, 2013, S. 530–534, (Abstract)
- R. Wassermann, M. F. Gulen, C. Sala, S. Garcia-Perin, Y. Lou, J. Rybniker, J. L. Schmid-Burgk, T. Schmidt, V. Hornung, S. T. Cole, A. Ablasser: The ESX-1 secretion system of 'Mycobacterium tuberculosis' differentially regulates cGAS- and inflammasome-dependent intracellular immune responses. In: Cell Host & Microbe. 17, 2015, S. 1–12. doi:10.1016/j.chom.2015.05.003